# Pedro Henrique Konzen
Pedro Henrique Konzen (Novo Hamburgo, 16 juni 1990) is een Braziliaans voetballer die bij voorkeur als aanvaller speelt.
Sinds het seizoen 2019-20 speelt hij voor het Turkse Kayserispor.

## Clubcarrière
Pedro Henrique speelde in Brazilië bij Caxias, waar hij in januari 2012 werd weggehaald door FC Zürich. Hij debuteerde in de Zwitserse Super League op 4 februari 2012 tegen FC Luzern. Twee weken later scoorde hij zijn eerste doelpunt voor de Zwitsers in de competitiewedstrijd tegen FC Thun. Op 26 juni 2014 tekende hij een vierjarig contract bij het Franse Stade Rennais. Hij maakte zijn opwachting in de Ligue 1 op 10 augustus 2014 tegen Olympique Lyon.